# Sun Cycle & Fittings Company
La Sun Cycle & Fittings Company Limited era una casa motociclistica britannica che produceva, oltre alle motociclette, anche ciclomotori e biciclette. La sede era ad Aston, Birmingham.

## Storia
La società venne fondata con la denominazione di James Parker & Son e agli inizi produceva lampade e altri prodotti in ottone. Nel 1885 iniziò a produrre telai e componenti per il mercato delle biciclette.

Nel 1907 la denominazione della ditta cambiò in Sun Cycle & Fittings Company Limited e, sempre nello stesso periodo, iniziò la produzione di biciclette complete. La produzione di motociclette iniziò nel 1911.

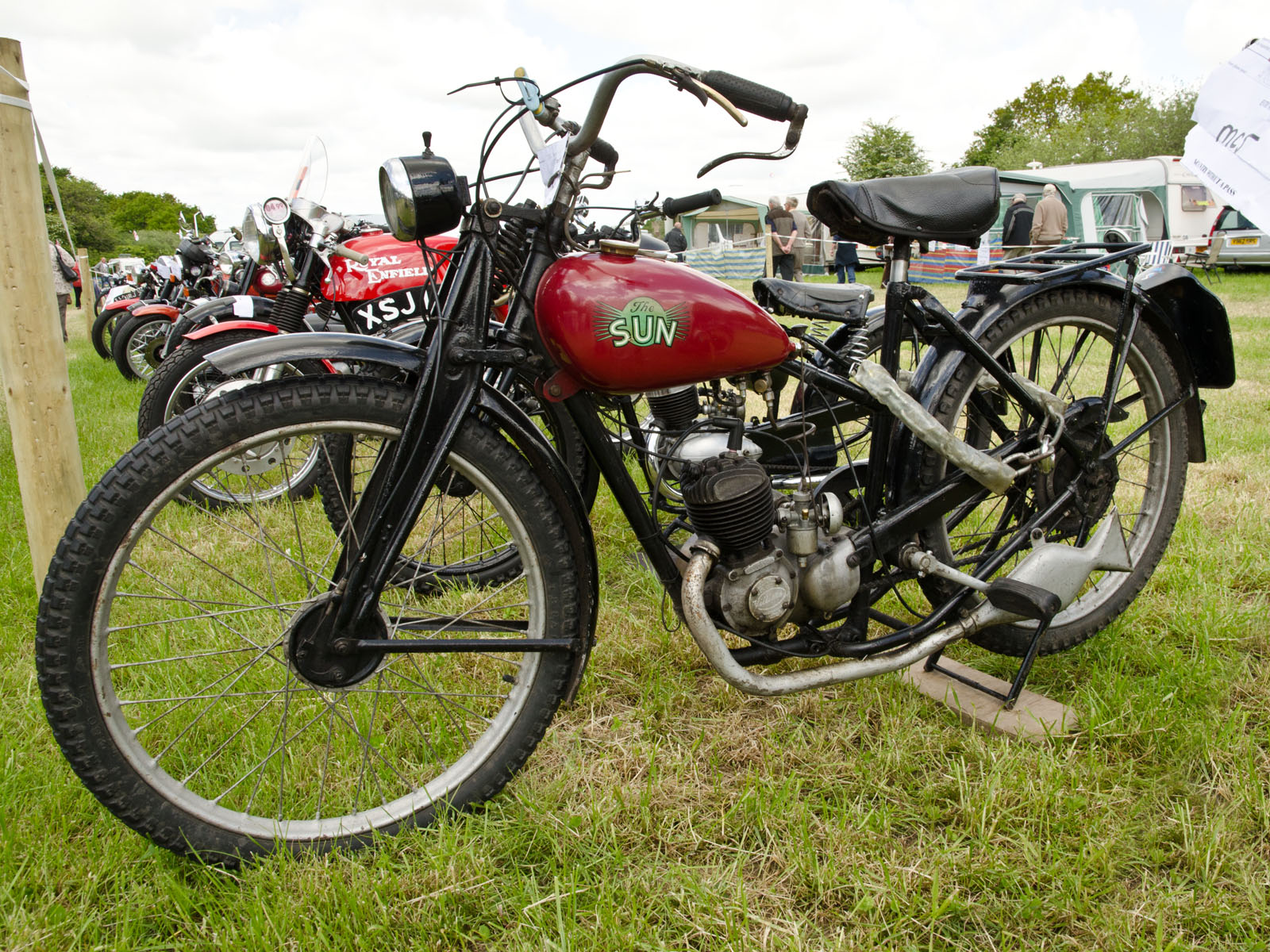
Una Sun 98cc del 1951

Nel 1958 la società venne acquisita dalla Tube Investment. Nel 1961 il suo stabilimento venne chiuso e la produzione spostata nella fabbrica della Raleigh a Nottingham.